# Tour de Francia 1926
El 20.º Tour de Francia se disputó entre el 20 de junio y el 18 de julio de 1926 con un recorrido de 5745 km. dividido en 17 etapas. El vencedor cubrió la prueba a una velocidad media de 24,06 km/h.
Participaron 126 ciclistas de los que sólo llegaron a París 41 ciclistas. Esta fue la primera edición en la ningún ciclista francés logró una victoria de etapa.

## Cambios respecto a la edición anterior
En 1925 el número de etapas había pasado de 15, como se venía haciendo desde 1910, hasta 18. En 1926 se eliminó una, quedando en 17 las etapas realizadas. El organizador del Tour, Henri Desgrange, buscaba tener etapas más largas, pasando de una media de 312 km por etapa en 1925 en 338 en 1926.

## Participantes
Fueron 126 los ciclistas que tomaron la salida en esta edición del Tour de Francia. 82 de ellos eran "touriste-routiers", ciclistas que no tenían detrás el apoyo de ningún equipo. Los otros 44 ciclistas formaban parte de equipos, algunos de ellos compuestos por tan sólo dos corredores.  
Los dos equipos más potentes de la carrera, con los principales favoritos a la victoria final eran el Automoto y  Alcyon. El Automoto contaba con Ottavio Bottecchia, el vencedor de las dos últimas ediciones, y Lucien Buysse, tercero y segundo en las ediciones precedentes. El equipo Alcyon contaba con Bartolomeo Aymo y Nicolas Frantz, tercer y cuarto clasificados en 1925, y Adelin Benoit. Los organizadores del Tour pensaban que la lucha sería entre Bottecchia y Benoit.

## Recorrido
Esta fue la edición más larga de la historia del Tour, recorriendo todo el perímetro de Francia. Nuevamente, que la carrera comenzaba fuera de París, en Évian-les-Bains. Cuatro etapas superan los 400 km, cuando el año anterior sólo había sido una. Se vuelven a disputar las clásicas etapas de los Pirineos y los Alpes, con el paso por los puertos como el Col d'Aubisque, Tourmalet, Izoard o Galibier.

## Desarrollo de la carrera

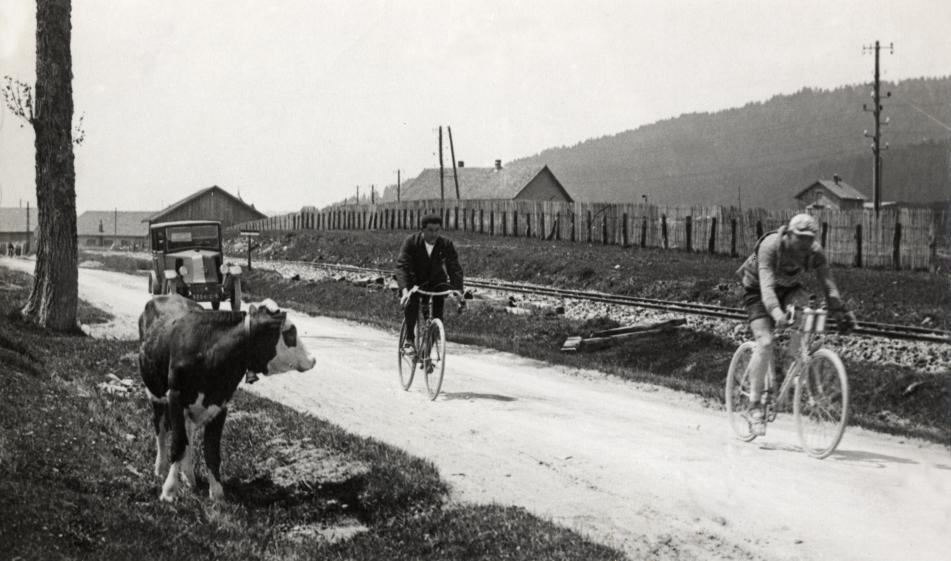
Una vaca mirando el paso del ciclista Jules Buysse, que ganó la primera etapa entre Evian y Mulhouse.

Jules Buysse empezó fuerte la primera etapa, ganando en solitario con más de 13 minutos sobre el inmediato perseguidor en Mulhouse. Bottecchia perdió más de media hora en esta etapa. La segunda etapa finalizó en un esprint masivo, sin que se produjera ningún cambio en la clasificación general. En la tercera etapa Buysse perdió el liderato en favor de Gustave van Slembrouck. Ese mismo día, Lucien Buysse recibió la noticia de la muerte de su hija. Consideró abandonar la carrera, pero finalmente decidió seguir corriendo. Las siguientes etapas finalizaron en sprints masivos, con todos los favoritos agrupados. 
En la sexta etapa, Félix Sellier ganó al sprint, pero el jurado dictaminó que no había sido un sprint limpio y fue desplazado a la segunda posición, haciendo que Joseph van Dam fuera el vencedor de la etapa.
Después de unas jornadas monótonas, la lucha por la clasificación general empezó en la décima etapa. Esta décima etapa ha sido catalogada como la etapa más dura nunca disputada en el Tour de Francia; Disputada bajo una constante lluvia, mucho frío e intensa niebla, 76 ciclistas toman la partida a medianoche y más de diecisiete  horas después, Lucien Buysse la finaliza proclamanándose vencedor. Después de 25 minutos llega el segundo clasificado. Una hora más tarde sólo 10 ciclistas habían finalizado la etapa, por lo cual la organización del Tour envió autos a buscar a los ciclistas. 
A la medianoche, 47 ciclistas habían llegado, algunos de ellos en autobuses. Los oficiales de carrera permitieron continuar a los ciclistas que habían hecho hasta un 40% más de tiempo que el vencedor. Finalmente fueron 54 los ciclistas que cruzaron la línea de meta, mientras que los otros 22 restantes abandonaron la carrera. Después de la etapa, las autoridades de la carrera fueron abordados por un hombre que dijo que había llevado a algunos ciclistas a la línea de meta con su coche, pero que no le habían pagado. Las autoridades decidieron no castigar a los ciclistas, y se pagó al conductor.
Gustaaf Van Slembrouck, portador del maillot amarillo, acabó la etapa en 20.ª posición, casi dos horas tras Buysse. 
Un año más tarde, Van Slembrouck dijo que durante la etapa informó a Desgrange que quería abandonar, y Desgrange ordenó a un coche que acompañara Van Slembrouck a la meta. La misma etapa, con los mismos puertos, se había disputado el  1913, pero con buen tiempo, y el vencedor, Philippe Thys sólo necesitó 13 horas hacer finalizarla. Entre los ciclistas que abandonaron en el transcurso de la etapa destacaron el vigente campeón, Ottavio Bottecchia, Philippe Thys y Adelin Benoit. 
Con la victoria de Buysse en la siguiente etapa, su victoria estaba asegurada, ya que lideraba la carrera con más de una hora. Desde aquel momento, Buysse ahorró fuerzas, y la carrera se limitó a la lucha por la segunda posición entre Frantz y Aymo. Finalmente fue Frantz el segundo clasificado, con 26 segundos de ventaja sobre Aymo.

## Etapas
En 1926 no hubo ninguna victoria de etapa francesa. Esto pasaba por primera vez, y desde entonces sólo se ha repetido en 1999.
| Etapa | Fecha     | Recorrido                     | Distancia (km) | Ganador                 | Líder                  |
| ----- | --------- | ----------------------------- | -------------- | ----------------------- | ---------------------- |
| 1.ª   | 20 de jun | Évian-les-Bains - Mulhouse    | 373            | Jules Buysse            | Jules Buysse           |
| 2.ª   | 22 de jun | Mulhouse - Metz               | 334            | Aimé Dossche            | Jules Buysse           |
| 3.ª   | 24 de jun | Metz - Dunkerque              | 433            | Gustave Van Slembrouck  | Gustave Van Slembrouck |
| 4.ª   | 26 de jun | Dunkerque - Le Havre          | 361            | Félix Sellier           | Gustave Van Slembrouck |
| 5.ª   | 28 de jun | Le Havre - Cherburgo          | 357            | Adelin Benoît           | Gustave Van Slembrouck |
| 6.ª   | 30 de jun | Cherburgo - Brest             | 405            | Joseph Van Dam          | Gustave Van Slembrouck |
| 7.ª   | 2 de jul  | Brest - Les Sables d'Olonne   | 412            | Nicolas Frantz          | Gustave Van Slembrouck |
| 8.ª   | 3 de jul  | Les Sables d'Olonne - Burdeos | 285            | Joseph Van Dam          | Gustave Van Slembrouck |
| 9.ª   | 4 de jul  | Burdeos - Bayona              | 189            | Nicolas Frantz          | Gustave Van Slembrouck |
| 10.ª  | 6 de jul  | Bayona - Luchon               | 326            | Lucien Buysse           | Lucien Buysse          |
| 11.ª  | 8 de jul  | Luchon - Perpiñán             | 323            | Lucien Buysse           | Lucien Buysse          |
| 12.ª  | 10 de jul | Perpiñán - Tolón              | 427            | Nicolas Frantz          | Lucien Buysse          |
| 13.ª  | 12 de jul | Tolón - Niza                  | 280            | Nicolas Frantz          | Lucien Buysse          |
| 14.ª  | 14 de jul | Niza - Briançon               | 275            | Bartolomeo Aymo         | Lucien Buysse          |
| 15.ª  | 16 de jul | Briançon - Évian-les-Bains    | 303            | Joseph Van Dam          | Lucien Buysse          |
| 16.ª  | 17 de jul | Évian-les-Bains - Dijon       | 321            | Camille Van de Casteele | Lucien Buysse          |
| 17.ª  | 18 de jul | Dijon - París                 | 341            | Aimé Dossche            | Lucien Buysse          |

## Clasificación general

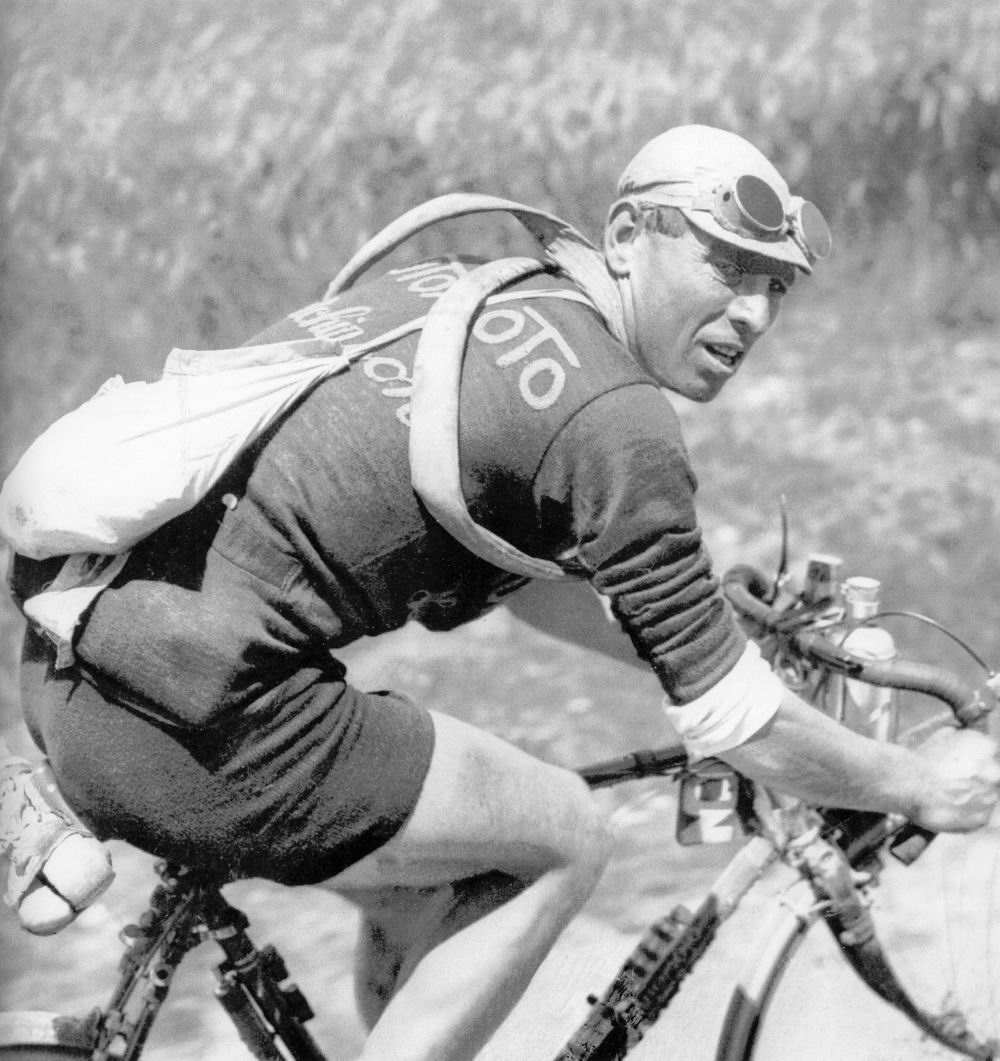
Lucien Buysse, vencedor del Tour de Francia de 1926.

| Clasificación general |                    |                          |                   |
| Ciclista              | Ciclista           | Equipo                   | Tiempo            |
| --------------------- | ------------------ | ------------------------ | ----------------- |
| 1.º                   | Lucien Buysse      | Automoto–Hutchinson      | 238 h 44 min 25 s |
| 2.º                   | Nicolas Frantz     | Alcyon-Dunlop            | + 1 h 22 min 25 s |
| 3.º                   | Bartolomeo Aimo    | Alcyon-Dunlop            | + 1 h 22 min 51 s |
| 4.º                   | Théophile Beeckman | Armor–Dunlop             | + 1 h 43 min 54 s |
| 5.º                   | Félix Sellier      | Alcyon-Dunlop            | + 1 h 49 min 13 s |
| 6.º                   | Albert Dejonghe    | J.B. Louvet – Wolber     | + 1 h 56 min 15 s |
| 7.º                   | Léon Parmentier    | Jean Louvet – Hutchinson | + 2 h 09 min 20 s |
| 8.º                   | Georges Cuvelier   | Meteore–Wolber           | + 2 h 28 min 32 s |
| 9.º                   | Jules Buysse       | Automoto–Hutchinson      | + 2 h 37 min 03 s |
| 10.º                  | Marcel Bidot       | Thomann–Dunlop           | + 2 h 53 min 54 s |

| Clasificación final (11–41) |                         |                          |                    |
| Ciclista                    | Ciclista                | Equipo                   | Tiempo             |
| --------------------------- | ----------------------- | ------------------------ | ------------------ |
| 11.º                        | Odile Taillieu          | J.B. Louvet – Wolber     | + 3 h 09 min 08 s  |
| 12.º                        | Joseph van Dam          | Automoto–Hutchinson      | + 4 h 00 min 35 s  |
| 13.º                        | Omer Huyse              | Automoto–Hutchinson      | + 4 h 07 min 24 s  |
| 14.º                        | Camille van de Casteele | J.B. Louvet – Wolber     | + 4 h 28 min 19 s  |
| 15.º                        | Aimé Dossche            | Christophe–Hutchinson    | + 5 h 23 min 19 s  |
| 16.º                        | Emile Hardy             | Christophe–Hutchinson    | + 6 h 02 min 20 s  |
| 17.º                        | Raymond Englebert       | Alcyon-Dunlop            | + 6 h 03 min 10 s  |
| 18.º                        | Henri Colle             | Jean Louvet – Hutchinson | + 7 h 10 min 35 s  |
| 19.º                        | Georges Detreille       | Meteore–Wolber           | + 7 h 48 min 17 s  |
| 20.º                        | Omer Vermeulen          | Meteore–Wolber           | + 7 h 49 min 44 s  |
| 21.º                        | Giovanni Rossignoli     | —                        | + 8 h 23 min 29 s  |
| 22.º                        | Alfons Standaert        | Armor–Dunlop             | + 9 h 37 min 02 s  |
| 23.º                        | Benoit Faure            | Meteore–Wolber           | + 9 h 35 min 44 s  |
| 24.º                        | Henri Touzard           | —                        | + 9 h 36 min 34 s  |
| 25.º                        | Léon Devos              | Thomann–Dunlop           | + 10 h 05 min 23 s |
| 26.º                        | Jan Mertens             | Labor–Dunlop             | + 10 h 27 min 05 s |
| 27.º                        | Paul Duboc              | —                        | + 10 h 30 min 47 s |
| 28.º                        | Louis Delannoy          | Labor–Dunlop             | + 10 h 41 min 09 s |
| 29.º                        | Eugène Dhers            | —                        | + 11 h 26 min 16 s |
| 30.º                        | Carlo Longoni           | —                        | + 11 h 50 min 56 s |
| 31.º                        | Charles Martinet        | —                        | + 12 h 56 min 13 s |
| 32.º                        | Fernand Saive           | Meteore–Wolber           | + 13 h 59 min 59 s |
| 33.º                        | Maurice Arnoult         | —                        | + 14 h 24 min 52 s |
| 34.º                        | Henri Catelan           | —                        | + 15 h 53 min 32 s |
| 35.º                        | Mose Arrosio            | —                        | + 17 h 12 min 30 s |
| 36.º                        | Fernand Moulet          | Meteore–Wolber           | + 18 h 00 min 43 s |
| 37.º                        | Alfred Francini         | —                        | + 18 h 18 min 25 s |
| 38.º                        | Edouard Teisseire       | —                        | + 19 h 14 min 17 s |
| 39.º                        | Henri Ferrara           | —                        | + 21 h 00 min 22 s |
| 40.º                        | Jules Gillard           | —                        | + 22 h 47 min 44 s |
| 41.º                        | André Drobecq           | —                        | + 24 h 59 min 03 s |

### Otras clasificaciones
La carrera por los touriste-routier's, ciclistas que no pertenecían a ningún equipo y que no se les permitía ningún tipo de asistencia, fue ganada por el italiano Giovanni Rossignol.
El diario organizador de la carrera, L'Auto nombró a Lucien Buysse el meilleur grimpeur, el mejor escalador. Este título no oficial es el predecesor de la clasificación de la montaña.

## A posteriori
Lucien Buysse anunció tras su victoria que esperaba repetir victoria en 1927, pero por culpa de problemas financieros del equipo Automoto, no participó en las ediciones de 1927 y 1928, y no será hasta 1929 cuando vuelva a participar. Lucien Buysse no finalizó otra edición del Tour de Francia. El ganador de la edición anterior, Bottecchia, anunció que se retiraría del ciclismo después de las dificultades con que enfrentó el Tour de Francia de 1926.
La organización del Tour de Francia no quedó satisfecho con el resultado del Tour de Francia de 1926, ya que 10 de las 17 etapas finalizaron con sprints masivos. De cara al año siguiente se modificaron las reglas, y las etapas planas ejecutan como contrarreloj por equipos.